# Calçada de Alpajares
A Calçada de Alpajares, também referida como Calçada dos Mouros ou Calçada do Diabo, localiza-se na freguesia de Poiares, município de Freixo de Espada à Cinta, distrito de Bragança, em Portugal.
Constitui um troço de uma antiga estrada romana.
Encontra-se classificada como Imóvel de Interesse Público desde 1977.